# Callicebus personatus
Callicebus personatus är en apa som först beskrevs av Étienne Geoffroy Saint-Hilaire 1812.  Callicebus personatus ingår i släktet springapor och familjen Pitheciidae. Inga underarter finns listade.

## Utseende
Denna springapa kännetecknas av svart päls vid ansiktet som liknar en mask. Även händer och fötter är svarta medan övriga pälsen varierar mellan ljusbrun, grå, orange och gul. Individerna når en kroppslängd (huvud och bål) av 31 till 42 cm, en svanslängd av 42 till 56 cm och en vikt mellan 0,8 och 1,7 kg. Hannar är något större än honor.

## Utbredning och habitat
Arten förekommer i östra Brasilien i delstaterna Espírito Santo, Minas Gerais och Rio de Janeiro. Habitatet utgörs av fuktiga skogar. Callicebus personatus uppsöker även bananodlingar.

## Ekologi
Denna springapa är aktiv på dagen. På natten vilar den gömd bakom bladansamlingar uppe på träd. Individerna bildar flockar som består av ett monogamt föräldrapar och deras ungar. Gruppen har två till sex medlemmar. De plockar parasiter från varandras kropp och flätar svansarna ihop när de sover. Liksom hos vrålapor skriker hannen med höga läten för att visa anspråk på det cirka 12 km² stora reviret. De förekommer även att föräldraparet sjunger i duett.
Födans sammansättning varierar beroende på årstid. Arten äter bland annat blad, blommor, frukter och frön.
Honan föder ett ungdjur mellan augusti och oktober. Övriga fortplantningssätt antas vara likadant som hos andra springapor.

## Hot och status
Det största hotet utgörs av skogsavverkningar då området genomgår en intensiv urbanisering. Ibland fångas ungdjur för att hålla de som sällskapsdjur. IUCN kategoriserar arten globalt som sårbar.